# WISE 1738+2732
WISE 1738+2732 är en ensam stjärna i mellersta delen av stjärnbilden Herkules. Den har en skenbar magnitud av ca 19,5 och kräver ett kraftfullt teleskop för att kunna observeras. Baserat på parallaxmätning på ca 128 mas, beräknas den befinna sig på ett avstånd på ca 25 ljusår (ca 7,8 parsek) från solen.

## Historik
WISE 1738+2732 upptäcktes 2011 från data, insamlade av NASA:s rymdteleskop Wide-field Infrared Survey Explorer (WISE) på infraröd våglängd, vilket uppdrag varade från december 2009 till februari 2011. WISE 1738+2732 har redovisats i två upptäcktsartiklar: Kirkpatrick et al. (2011) och Cushing et al. (2011), dock i princip med samma författare och publicerade nästan samtidigt.
Kirkpatrick at al. presenterade upptäckten av 98 nya av WISE funna bruna dvärgar med spektraltyperna M, L, T och Y, bland vilka också finns WISE 1738+2732.
Cushing et al. presenterade upptäckten av sju bruna dvärgar - en av T9.5-typ och sex av Y-typ – de första medlemmar av Y-spektralklassen, som någonsin upptäckts och spektroskopiskt bekräftats, inklusive "arketypisk medlem" av Y-spektralklassen WISE 1828+2650 och WISE 1738+2732. Dessa sju objekt är också de svagaste sju av 98 bruna dvärgar, presenterade i Kirkpatrick et al. (2011).

## Egenskaper
WISE 1738-2732 är en brun dvärgstjärna av spektralklass Y0. Den har en massa som är ca 25 jupitermassor, en radie som är ca 0,93 gånger Jupiters radie och har en effektiv temperatur av ca 350 K.